# Stonemyia
Stonemyia é um género de dípteros da família Tabanidae.
Este género contém as seguintes espécies:
- Stonemyia californica (Bigot, 1892)
- Stonemyia fera Williston, 1887
- Stonemyia isabellina (Wiedemann, 1828)
- Stonemyia rasa (Loew, 1869)
- Stonemyia tranquilla (Osten Sacken, 1875)
- Stonemyia velutina (Bigot, 1892)
- Stonemyia volutina Bigot, 1892